# 카일 헨드릭스
카일 크리스천 헨드릭스(Kyle Christian Hendricks, 1989년 12월 7일 ~ )는 "The Professor"라는 별명이 붙은 미국의 프로 야구 선수로 메이저 리그 베이스볼의 시카고 컵스를 위하여 투수를 맡고 있다. 그는 2014년 자신의 메이저 리그 데뷔를 하였고, 2016년 평균자책점에서 메이저 리그를 이끌었다.

## 아마추어 경력
캘리포니아주 뉴포트비치에서 태어난 헨드릭스는 미션비에호에 있는 카피스트라노 고등학교에서 수학하였다. 그는 2008년 메이저 리그 베이스볼 드래프트의 39번째 라운드에서 로스앤젤레스 에인절스에 의하여 선발되었으나 계약을 맺지 않고, 대신 다트머스 대학교에 수학하기로 선택하였다.
그는 총감독 밥 훼일런 아래 다트머스 빅그린을 위하여 대학 야구를 활약하였다. 자신의 주니어 해에 헨드릭스는 62개의 투구한 이닝에서 70개의 스트라이크아웃과 함께 6 승 3 패의 기록과 2.47 평균자책점으로 투구하였다. 2010년 그는 케이프코드 야구 리그의 브루스터 화이트캡스와 함께 대학 하계 야구를 활약하였다.

## 프로 경력

### 마이너 리그
텍사스 레인저스는 2011년 메이저 리그 베이스볼 드래프트의 8번째 라운드에서 헨드릭스를 선발하였다. 그는 레인저스와 계약을 맺고 클래스 A 쇼트 시즌 노스웨스트 리그의 스포케인 인디언스와 자신의 프로 경력을 시작하였다.
시카고 컵스는 2012년 거래 마감에서 라이언 뎀스터를 위한 교환에서 크리스티안 비야누에바와 함께 헨드릭스를 획득하였다. 헨드릭스는 클래스 AA 서던 리그의 테네시 스모키스와 함께 2013년 시즌을 시작하였고, 컵스는 시즌 동안 클래스 AAA 퍼시픽 코스트 리그의 아이오와 컵스로 그를 승진시켰다. 컵스는 2013년을 위하여 헨드릭스를 자신들의 "올해의 마이너 리그 투수"로 임명하였다.
헨드릭스는 아이오와와 함께 2014년 시즌을 시작하였다. 그는 5월 12일 ~ 18일을 위하여 퍼시픽 코스트 리그의 "이번 주의 투수"로 임명되었다.

### 시카고 컵스

#### 2014년
2014년 7월 4일 제프 서마저와 제이슨 해멀의 오클랜드 애슬레틱스로 이적 후에 헨드릭스는 그레이트 아메리칸 볼파크에서 신시내티 레즈를 상대로 7월 10일 시카고 컵스와 함께 자신의 메이저 리그 베이스볼 데뷔를 이루었다. 그는 7월 22일 샌디에이고 파드리스를 상대로 홈 관중 앞에서 자신의 첫 우승을 얻었다. 헨드릭스는 8월을 위하여 "이번달의 내셔널 리그 신인 선수"로 임명되었다. 헨드릭스는 7 승 2 패의 기록과 2.46 평균자책점과 함께 자신의 신인 선수 시즌을 끝냈다. 헨드릭스는 올해의 내셔널 리그 신인 선수 상 투표에서 트래비스 다노와 쥬리스 파밀리아와 함께 공동 7위를 하였다.

#### 2015년
헨드릭스는 새롭게 계약된 존 레스터에 의하여 이끌어진 컵스의 회전 시작의 일원으로서 2015년 시즌을 시작하였다.
그의 기록은 180개의 투구한 이닝과 함께 8 승 7 패였고 3.95의 평균자책점을 가졌다. 그의 17개의 무결정은 2015년 메이저 리그 출발 투수들 중에 가장 많은 것이었다. 그해 그는 세인트루이스 카디널스와 내셔널 리그 디비전 시리즈의 2번째 경기와 뉴욕 메츠를 상대로 내셔널 리그 챔피언십 시리즈를 위하여 출발 투수였다.

#### 2016년
헨드릭스는 8월을 위하여 "이번 달의 내셔널 리그 투수"로 임명되었다.
헨드릭스는 190개의 투구한 이닝과 야구의 전체에서 최저였던 2.13의 평균자책점에서 16 승 8 패의 기록과 함께 2016년 시즌을 끝냈다. 그는 1945년 이래 내셔널 리그를, 그리고 1938년 이래 메이저 리그를 읶는 데 첫 컵스의 선수였다. 그는 선제 공격 퍼센티지 (68.6%)에서 전체의 메이저 리그 투수들을 이끌었다.
내셔널 리그 챔피언십 시리즈의 6번째 경기에서 헨드릭스는 1945년 이래 컵스를 그들의 첫 월드 시리즈로 보내는 데 결정적인 경기에서 최소에 직면한 7과 3분의 1 이닝을 투구하였다. 3번째와 7번째 경기에서 헨드릭스가 출발 투수로서 함께 컵스는 클리블랜드 인디언스에 2016년 월드 시리즈를 우승하여 108년 만에 자신들의 첫 타이틀을 주었다.

#### 2017년
2017년 7월 8일 헨드릭스는 자신의 오른손에 중지 손가락의 간염의 이유로 10일간 장애자 명단에 놓였다.
그는 7 승 5 패의 기록과 139.2 이닝에 3.03의 평균자책점과 함께 시즌을 끝냈다. 그는 13개의 도루를 허용하고, 4개의 도루를 잡은 동안 7개와 함께 픽오프에서 메이저 리그를 이끄는 데 동점을 매겼다. 헨드릭스는 내셔널 리그 디비전 시리즈의 첫번째와 5번째 경기, 그리고 내셔널 리그 챔피언십 시리즈의 3번째 경기에서 투구하였다. 3개의 경기를 가로질러 그는 합쳐진 17개의 이닝에서 3.94 평균자책점과 함께 1 승 1 패였다.

#### 2018년
2018년 그는 3.44 평균자책점과 14 승 11 패였고, 체인지업 퍼센티지 (30.7%)에서 전체의 메이저 리그 투수들을 이끌었다. 그는 내녀설 리그 와일드 카드 경기에서 그는 패한 투수였으며 콜로라도 로키스를 상대로 13번째 이닝에서 3연속 안타와 1개의 득점을 내주었다.

#### 2019년
2019년 3월 26일 헨드릭스와 컵스는 2014년 시즌을 위한 확정 선택권과 함께 2023년 시즌을 통하여 4년 연장 계약으로 동의하였다. 헨드릭스는 5월 3일 카디널스에 승리를 거둔 81-피치와 함께 자신의 첫 경력 매덕스를 거두었다. 이미 용어를 알던 헨드릭스는 "내가 얻어서 다행이다. 내가 거기에 나갈 때마다 난 일찍이 접촉과 일찍이 아웃을 얻으로 하였다. 그것이 이 방향으로 갈 때 당신은 "이것봐, 내가 해냈어!"라고 말할 수 있다."고 진술하였다.

#### 2020년
2020년 7월 24일 헨드릭스는 밀워키 브루어스를 상대로 컵스의 시즌 오픈 경기에서 완료 경기 완봉을 투구하여 3개의 허용된 안타, 9개의 스트라이크아웃과 무볼넷과 함께 103개 만의 투구를 던졌다. 그 일은 1974년 이래 빌 본햄 이래 컵스의 투수에 의한 첫 오프닝 데이 완봉이자 2013년 이래 클레이턴 커쇼 이래 메이저 리그에서 첫 오프닝 데이 완봉이었다.
2020년 그는 2.88 평균자책점과 함께 6 승 5 패였다. 그는 9개의 투구한 이닝 (0.885)에서 가장 적은 볼넷과 스트라이크아웃/볼넷 비율 (8.000)에서 내셔널 리그를 이끌었고, 패배에서 8위였다.

#### 2021년
2021년 4월 18일 애틀랜타 브레이브스를 상대로 경기에서 헨드릭스는 첫 이닝에서 프레디 프리먼, 트래비스 다노, 에이레 아드리안사와 기예르모 에레디아 전부에서 홈런을 허용하여 첫 이닝에서 4개의 홈런을 허용하는 데 컵스 역사상 첫 투수이자 그 업적을 달성하는 데 역사상 9번째 만의 선수가 되었다.